# مين (إله)
مين (بالمصرية القديمة ينطق منو ) هو إله مصري نشأت عبادته في عصور ماقبل الأسرات (الألفية الرابعة قبل الميلاد). وكان ممثلا في العديد من الأشكال المختلفة، ولكن في أغلب الأحيان يصوّر في شكل ذكر بشري مع قضيبه المنتصب الذي كان يحمله في يده اليمنى وذراعه اليسرى مرتفعةً تحمل منشّة، باسم خيم أو مين كان إله التكاثر والخصوبة، وكخنوم كان خالق كل شيء، «صانع الآلهة والرجال» كما كان يلقب.

## الأساطير والدور
كانت عبادته الأقوى في قفط وأخميم (بانوبوليس)، حيث تكريما له تم إقامة مهرجانات كبيرة للاحتفال بقدومه اليها في موكب شعبي مصحوب بتقديم للقرابين ، وتشمل التجمعات الأخرى الخاصة بعبادته الصحراء الشرقية مع صلات بالإله حورس، وقد أفضى تنقيب فلندرز بيتري لاثنين من تماثيله الكبيرة في قفط وهما الآن في متحف أشموليان بالمملكة المتحدة ويعتقد البعض أن تكون من عصر ما قبل الأسرات.
و بالرغم من عدم ذكره بالاسم، هناك إشارة إلى «صاحب الذراع التي أرتفعت في الشرق» في نصوص الأهرام، ويعتقد أنها كانت إشارة لمين.
وقد ازدادت أهميته في عصر الدولة الوسطى عندما أصبح أكثر ارتباطا مع حورس في صورة الإله مين-حورس. وبحلول عصر الدولة الحديثة كان يندمج أيضا مع آمون في صورة الإله مين-آمون-كاموتف (مين آمون ثور أمه) [الإله الذي أنجب نفسه بنفسه من أمه]، وقد توج ضريح مين في النقوش بزوج من قرون الثور.
و لأنه الإله المركزي للخصوبة ربما للطقوس الجنسية الجامحة، فقد وحّده الإغريق مع الإله بان. وكان من بين رموز عبادة مين المقدسة نبات الخس النفاذ والخس المنشاري وهما نباتان لديهما قدرة على إثارة الشهوة الجنسية والتخدير أيضاً، ويسيل منهما عصارة مطاطية عندما يقطعان ربما تم اعتبارها مماثلة للسائل المنوي.
و كانت لديه أيضا اتصالات مع النوبة، ومع ذلك كانت المراكز الرئيسية له العبادة قفط (كوبتوس) وأخميم (خيميس).
كإله القدرة الجنسية للذكور، تم تكريمه خلال طقوس تتويج الفراعنة في المملكة الجديدة، عندما كان من المتوقع أن الفرعون «يزرع رزعه» ويعتقد عموما أن تكون بذور النباتات وخاصة الخس، وفي بداية موسم الحصاد كانت يؤخذ تمثاله من الهيكل ويقدم إلى الحقول في مهرجان رحيل مين، عندما يبارك الحصاد، وتلعب الألعاب بلاعبين عارين الجسد تكريما له، والأكثر أهمية من تلك هو إجراء مسابقة في تسلق عامود أو خيمة ضخمة.
في الفن المصري، كان يصور مين بأنه مغطاة بقماش (كفن)، يرتدي تاجاً من الريش، وكثيرا ما يمسك قضيبه المنتصب في يده اليسرى ومنشة (في إشارة إلى سلطته، أو بالأحرى سلطة  الفراعنة) مواجهة صعودا لليد اليمنى، وحول جبهته كان مين يرتدي وشاحا أحمر اللون يتدلى حتى الأرض، وادعى البعض أنه يمثل الطاقة الجنسية.
 كانت رموز مين الثور الأبيض والسهم الشائك وسرير من الخس الذي كان يعتقد  المصريون أنه منشط جنسي، فكما كان الخس المصري طويل ومستقيم وتخرج منه مادة كالحليب عندما يفرك، فقد كانت خصائصه تشبه بشكل سطحي للقضيب.
و قد تم تصوير بعض آلهة الحرب في جسد مين (بما في ذلك القضيب المنتصب)  وهذا أدى أيضا إلى تصوير مشابه لمين لكن مع رأس لبؤة.
و لأن مين عادة ما كان يصور مع قضيب منتصب، فقد عانى من تشويه منظم من المسيحيين لآثاره في المعابد، وكان علماء المصريات الفيكتوريين يصورونه فقط من الوسط لأعلى، أو يجدون وسيلة ما لتغطية قضيبه الظاهر.
ومع ذلك، لقدماء المصريين كان تصوير مين بقضيبه هكذا ليس مسألة فضيحة أو تدعو للخجل مسألة فضيحة فقد كانت لديهم معايير أكثر ارتياحا بكثير تجاه الجسد العاري: ففي المناخ الحار الفلاحون والموظفون والفنانون كثيرا ما كانوا يقومون بأعمالهم بأجساد عارية جزئياً أو كلياً، كما لم يكن الأطفال يرتدون الملابس إلا بعد البلوغ..
في القرن الـ19، كان هناك ترجمة خاطئة لنطق اسم الإله في المصرية القديمة مين إلى ḫm أو خيم.
و قد كان خيم الإله الأهم في أخميم منذ القِدَم، فتم تعزيز الهوية المستقلة لإله يدعى خيم، وقيل إن أخميم يكون مجرد نطق خاطئ للإله خيم أو منسوبة له. ومع ذلك، فإن إخميم هو النطق المحرّف لكلمة ḫm-mnw خم - منو أي ضريح أو مقام الإله مين، وذلك يظهر في الصيغة الديموطيقية شمن.

## العائلة
في ترنيمة لمين يقال:
"مين، رب المواكب،
و إله الأعمدة العالية،
ابن إيزيس وأوزوريس،
يعظمه إبو..."
زوجات مين كانت يابت (إلهة تمثل الشرق) وريبيت (كان مركز عبادتها الرئيسي في إتريب).

## فهم خاطئ لمهرجان
كان هناك اقتراح مثير للجدل من قبل بعض الكُتّاب، مثل الصحفي البريطاني جوناثان مارغوليس، بأن الفرعون كان من المتوقع أن يثبت قدرته على قذف المني - وبالتالي ضمان الفيضان السنوي لنهر النيل كجزء من مهرجان مين ، ولا يوجد دليل قاطع على ذلك وفقًا لعالميّ المصريات كارا كوني، أستاذ الفن والعمارة المصرية القديمة بجامعة كاليفورنيا، وزميلها جوناثان وينرمان، ولكن من الممكن أن تكون الأسطورة قد نشأت من سوء فهم لمهرجان مختلف.

## قراءة موسعة
- McFarlane, A. (1995). The God Min to the End of the Old Kingdom. Australian Center for Egyptology. ISBN 978-0-85668-678-8